# Kateřina Chlebowczyková
Kateřina Chlebowczyková (Praga, 3 dicembre 1967) è un'ex cestista cecoslovacca.

## Carriera
Con la Cecoslovacchia ha disputato i Campionati europei del 1987.